# Triplaris moyobambensis
Triplaris moyobambensis är en slideväxtart som beskrevs av J. Brandbyge. Triplaris moyobambensis ingår i släktet Triplaris och familjen slideväxter. Inga underarter finns listade i Catalogue of Life.